# IJle dravik
IJle dravik (Anisantha sterilis, basioniem: Bromus sterilis) is een eenjarige tot tweejarige plant, die behoort tot de grassenfamilie. Het aantal chromosomen van ijle dravik is 2n = 14. 

## Kenmerken
De plant wordt 15–120 cm hoog en vormt kleine zoden. De 4–20 cm lange en 3–5 mm brede bladeren zijn zacht behaard, de bladscheden zijn min of meer behaard. Het getande tongetje is 2,2 mm lang.
IJle dravik bloeit in mei en juni met een ijle, losse, 10–15 cm lange pluim, waarvan de takken naar voren gerichte tandjes hebben. Aan de lange takken zitten één tot drie aartjes, die gewoonlijk onbehaard zijn. De aartjes hangen in waaierachtige bundels over naar alle zijden of naar een zijde. Het aartje inclusief de naald is 4–6 cm lang. Een aartje bevat vier tot tien bloemen. Het onderste, zeer smalle kroonkafje van de onderste bloem is 13–23 mm lang met een langere kafnaald. Het bovenste kelkkafje is 10–18 mm lang en het onderste 11 mm. Het onderste kelkkafje heeft één nerf, het bovenste drie nerven. De oranjegele helmknoppen zijn 1–1,5 mm lang.
De vrucht is een graanvrucht.

## Ecologie
IJle dravik komt voor op vochtige tot droge, eutrofe grond op akkerland, in zoomvegetatie langs heggen, in struikgewas en in bermen.

### Syntaxonomie
IJle dravik treedt vooral op in gemeenschappen uit de klasse van ruderale gemeenschappen, de klasse van nitrofiele zomen en de klasse van akkergemeenschappen.

## Verspreiding
De soort staat op de Nederlandse Rode Lijst van planten als algemeen voorkomend en stabiel of toegenomen. IJle dravik is in Europa een archeofyt. Verder komt de soort van nature voor in Zuidwest-Azië en Noordwest-Afrika. De soort is vanuit Europa verder verspreid naar Noord-Amerika en Australië. 

## Namen in andere talen
- Duits: Taube Trespe
- Engels: Barren brome, Poverty brome
- Frans: Brome stérile

## Fotogalerij

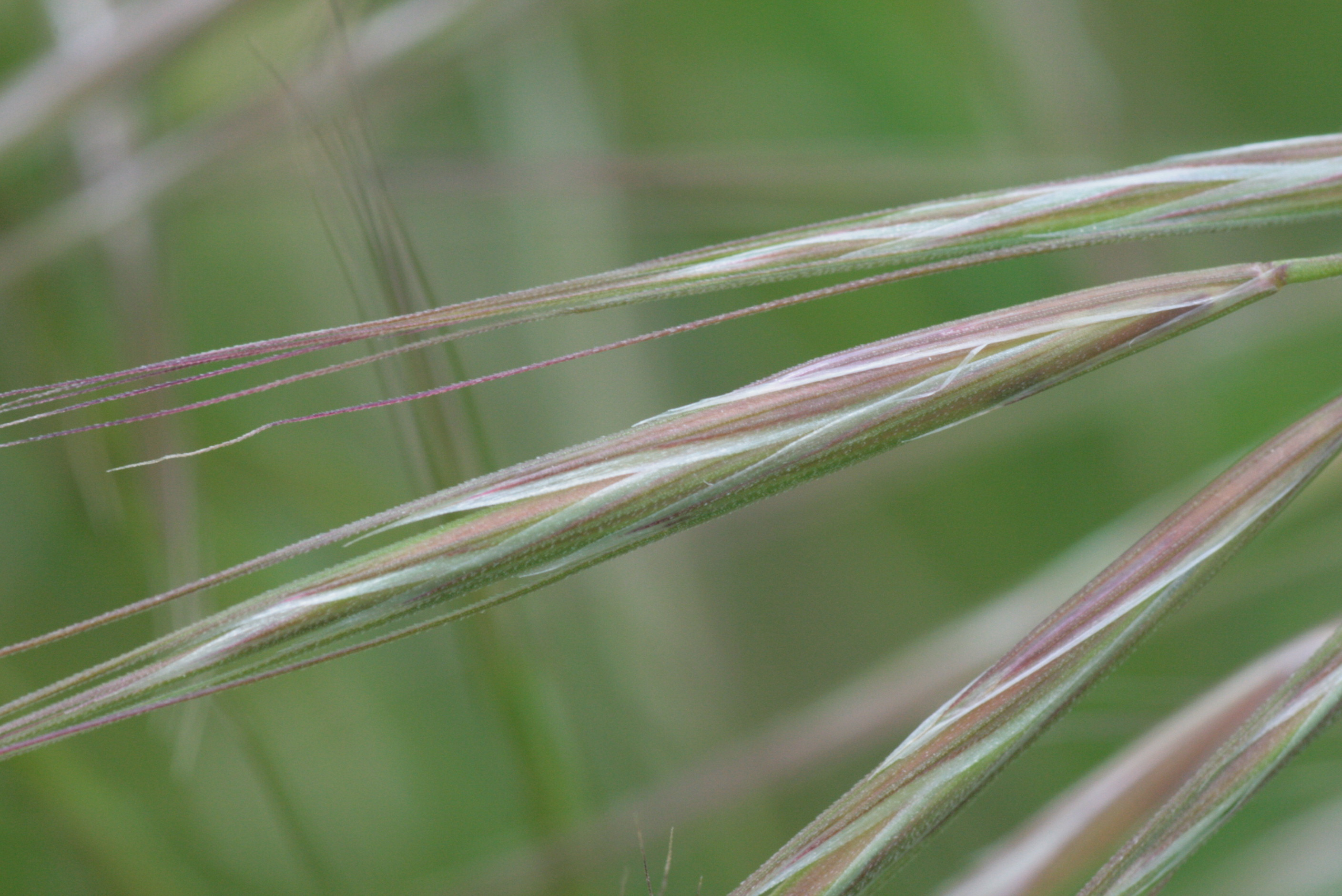
Aartjes
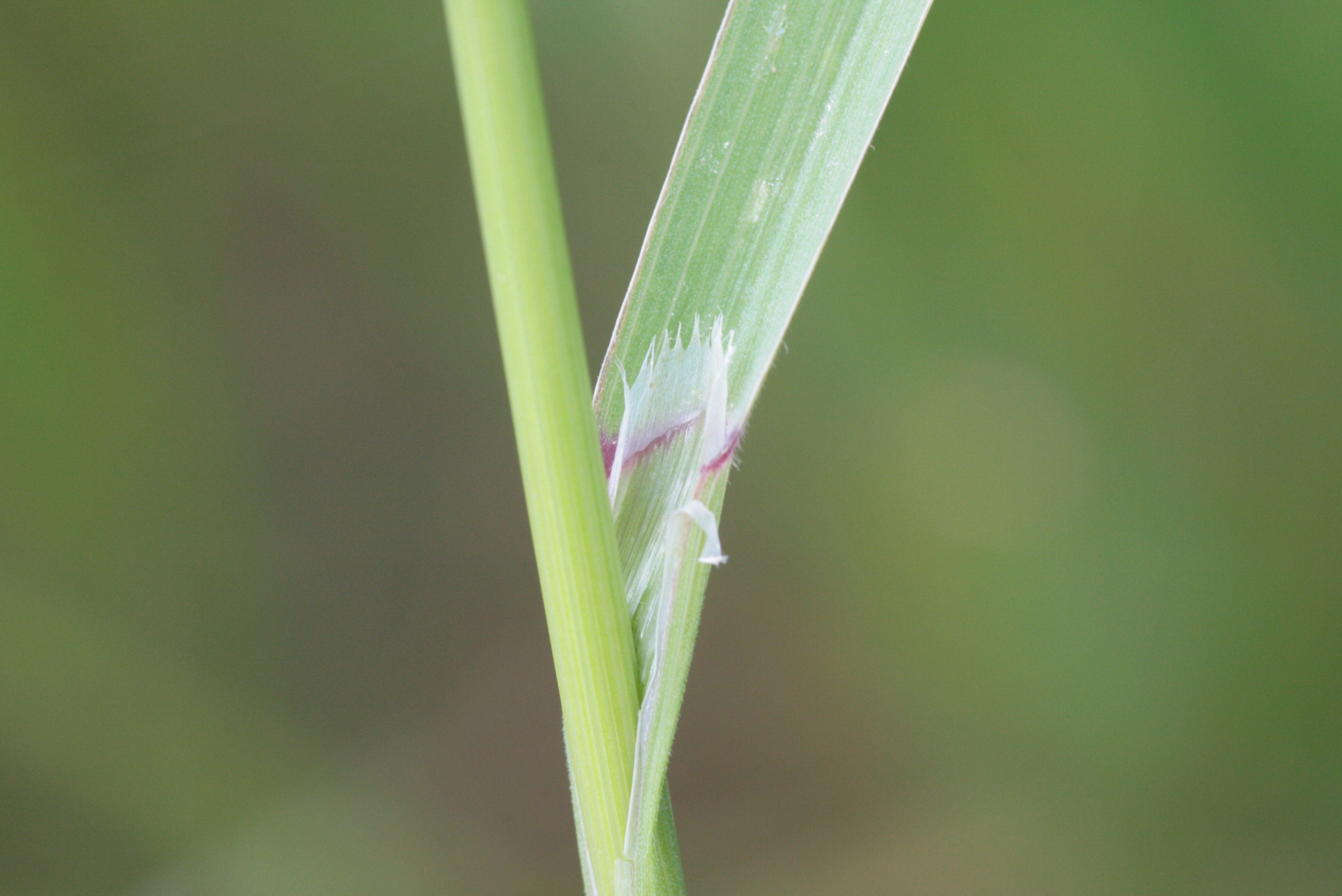
Tongetje